# Bàbuixkin
Bàbuixkin (en rus: Ба́бушкин) és una ciutat de la República de Buriàtia, a Rússia.
Està localitzada a la riba meridional del llac Baikal. Disposa d'una estació de la línia del tren Transsiberià.

## Història
La vila fou fundada el 1892 com una oficina postal, i fou coneguda amb el nom de Missovsk fins al 1941. Es reanomenà Bàbuixkin en honor del revolucionari bolxevic Ivan Bàbuixkin, detingut i executat a l'estació de Missovaia el 1906. Del 1926 ençà la vila li té dedicat un museu.

## Economia
Bàbuixkin serveix com a magatzem per a la distribució i el comerç de fusta a través del Ferrocarril Transsiberià. A més, és un dels centres turístics per a les visites a la part meridional del llac Baikal.